# روهيت دانو
روهيت دانو (بالإنجليزية: Rohit Danu) هو لاعب كرة قدم هندي في مركز الهجوم، ولد في 10 يوليو 2002 في Bageshwar ‏ في الهند. لعب مع Indian Arrows ‏.